# Chlosyne ehrenbergii
Chlosyne ehrenbergii (mariposa parche negra) es una especie de mariposa perteneciente a la familia Nymphalidae.

## Descripción
Antenas, cabeza, tórax y abdomen de color negro. En el abdomen con algunos puntos de color rojo.  En las alas anteriores el margen costal y el margen externo es ligeramente convexo, que da como resultado un ápice redondo. Margen interno es casi recto. Las alas anteriores es de color negro y con un grupo de manchas con escamas amarillas en las celdas R5-M1, M2-M3, M3-Cu1. Las venas son de color negro y el margen con pelos cortos de color blanco. Las alas posteriores son de color negro en su fondo, con una línea de escamas en cada celda,  (estas parten de la región postdiscal hasta la región marginal) haciéndose menos presentes hacia la celda anal. Presenta pelos marginales un poco más largos que en el margen externo del ala anterior.
Ventralmente la cabeza presenta palpos con pelos negros, tórax y abdomen son de color negro. Las patas son anaranjadas. La celda costal cubriendo la región basal es de color anaranjado. En la celda costal antes de la vena humeral presenta color anaranjado. En las alas anteriores en su vista ventral, el ápice, el área subapical presenta mayormente escamas amarillas, y menos presentes en la región submarginal en las celdas Cu1-Cu2, y Cu2-2A. En las alas posteriores presenta mayormente escamas amarillas dentro de las celdas y área cercana a las venas y las venas son de color negro. Ambos sexos son similares.

## Distribución
Solo en México, en los estados de Sinaloa, Nayarit, Jalisco, Colima, Michoacán, Guerrero, Morelos, Oaxaca, Chiapas, Tabasco, Veracruz, Hidalgo, Puebla, San Luis Potosí, Zacatecas, Durango, Guanajuato, Querétaro,  Aguascalientes, México, y Distrito Federal.

## Hábitat
En el valle de México,  en el pedregal de San Ángel, D.F. y los alrededores del valle.  Su planta de alimentación es el Tepozán y Tepozán blanco (Buddleja cordata, y B. americana), y “zoyalizán”, “salvia real” (loganiáceas). A altitudes superiores a los 1500 hasta los 3000 msnm.

## Estado de conservación
No está enlistada en la NOM-059, ni tampoco evaluada por la UICN. 